# Sinj
Sinj (italienisch Signo auch Sign oder Sing, deutsch Zein) ist eine Stadt in Kroatien. Sie gehört zur Gespanschaft Split-Dalmatien (kroatisch Splitsko-dalmatinska županija), die den mittleren Teil Dalmatiens umfasst.

## Geographie
Sinj liegt ca. 25 km landeinwärts von Split zwischen den vier Bergen Svilaja, Dinara, Kamešnica und Visoka. In der Nähe befindet sich der Peruća-See. Der Fluss Cetina, welcher diesen Stausee füllt, fließt größtenteils durch die Sinj Ebene.

## Geschichte

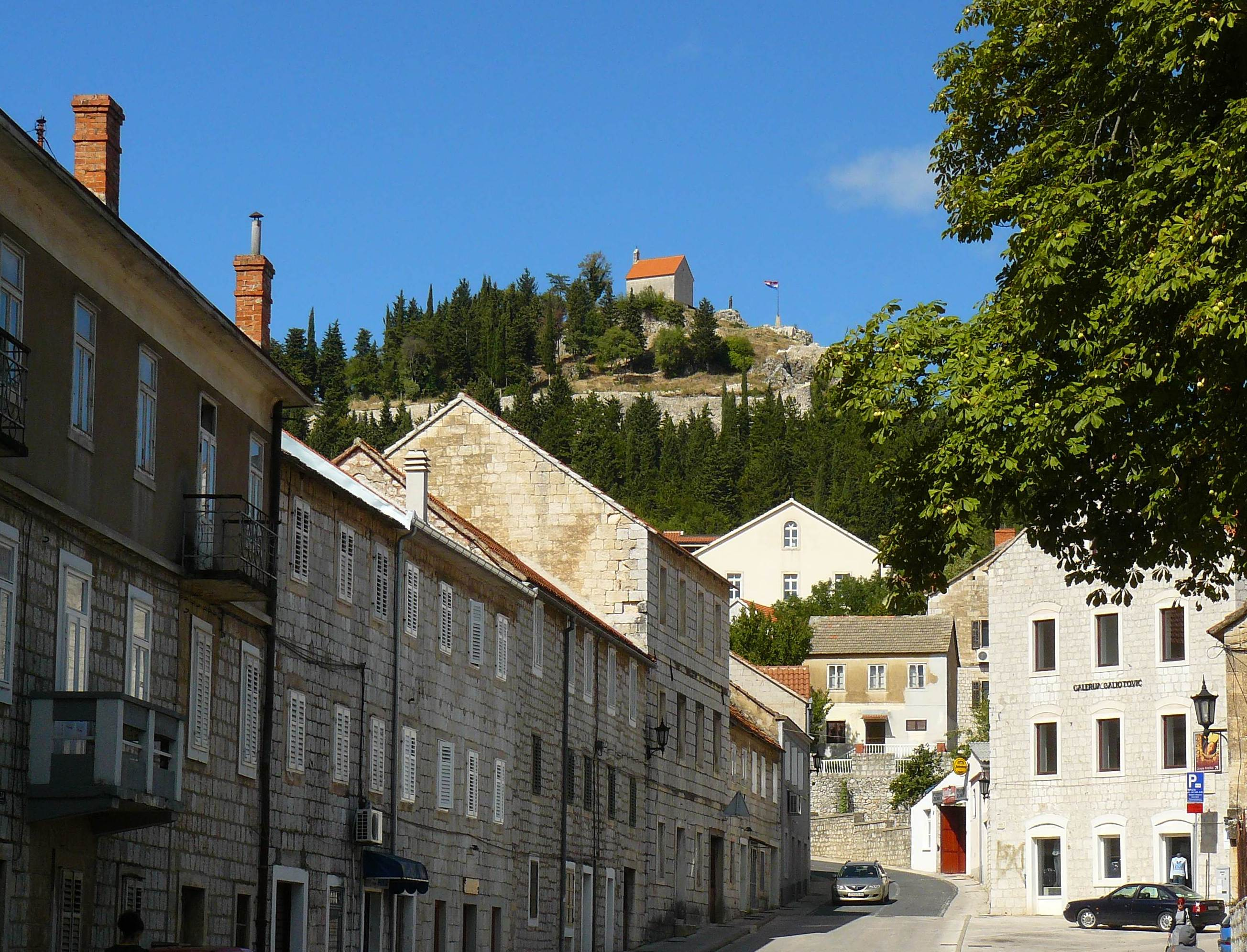
Sinj

Im Jahr 1516 fiel Sinj an die Osmanen. 1686 wurde es mit der Unterstützung der Bevölkerung von der Republik Venedig erobert. 1715 widerstand Sinj einer türkischen Belagerung unter anderem mit Hilfe der Gospa von Sinj, aus deren Altarbild eine weiß gewandete Frau gestiegen sein soll, bei deren Anblick die osmanischen Belagerer die Flucht ergriffen hätten. Zu Ehren dieser Geschehnisse findet bis heute jährlich die Alka von Sinj statt.
1718 wurde es beim Frieden von Požarevac endgültig Venedig zugesprochen, wo es bis 1797 und dem Zusammenbruch der Republik verblieb.
Danach war Sinj bis 1918 Teil des Königreichs Dalmatien innerhalb Österreich-Ungarns mit eigener Garnison.
Im Jahre 1914 lag hier das I. Bataillon des Dalmatinischen Infanterieregiments Carl I. König von Rumänien Nr. 6 und die reitende Dalmatinische Landesschützendivision.
Nach dem Ersten Weltkrieg wurde Sinj Teil von Jugoslawien, wo es bis 1991 und der Loslösung Kroatiens verblieb.
Am 15. August eines jeden Jahres und dem Feiertag Mariä Aufnahme in den Himmel findet das Stadtfest statt, das an die Sinjska Gospa gebunden ist.

## Verkehr
Zwischen 1903 und 1962 war Sinj durch die Schmalspurbahn Split–Sinj mit der nahegelegenen Provinzhaupt- und Hafenstadt mit dem heutigen Namen Split verbunden.

## Ritterspiel Sinjska Alka

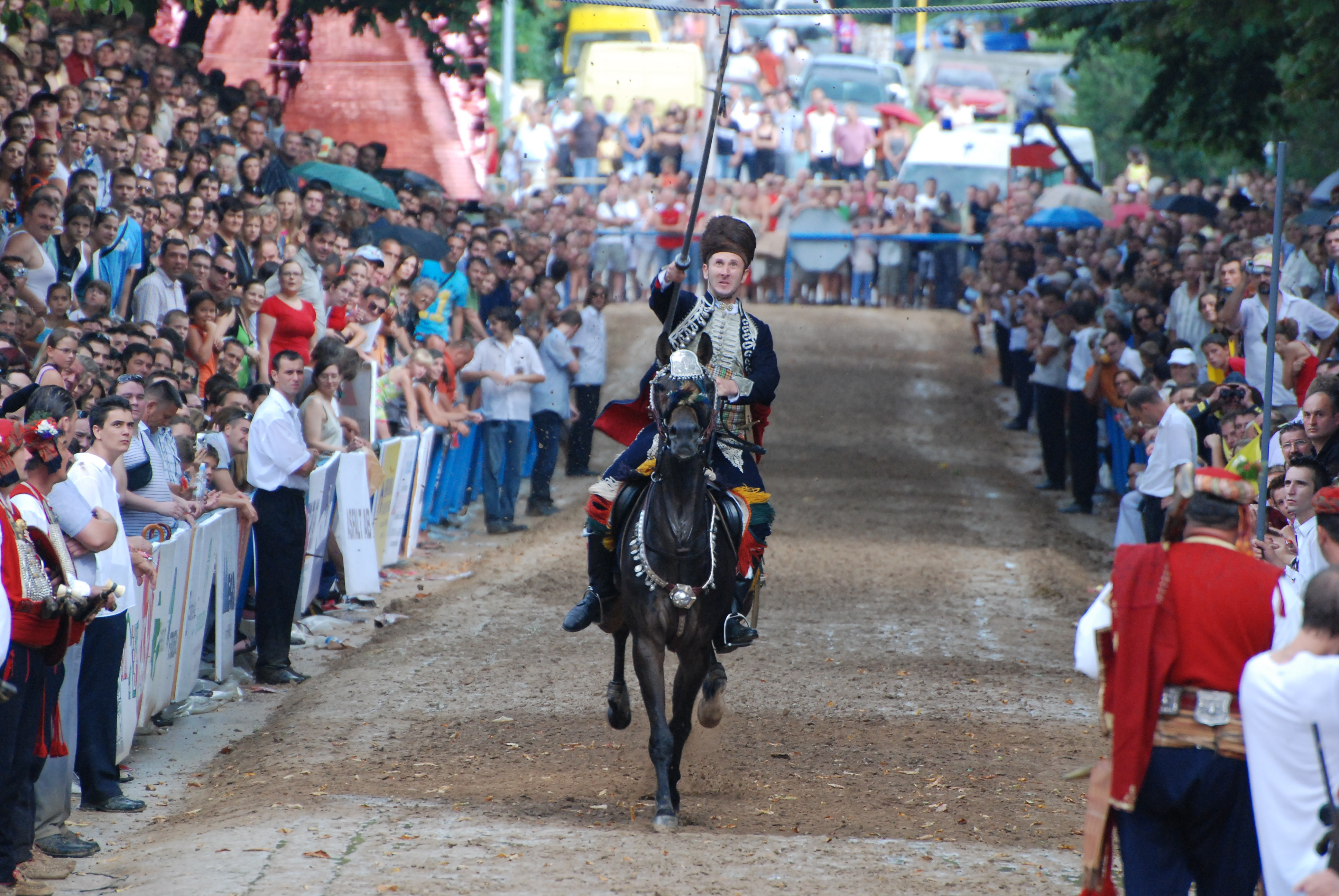
Die jährlichen Reiterspiele in Sinj

Die Sinjska alka ist ein Ritterspiel in Form eines Ringreitens, das alljährlich am ersten Augustwochenende seit dem Jahr 1715 zum Gedenken an den Sieg über die Osmanischen Angreifer stattfindet.

## Besonderheiten

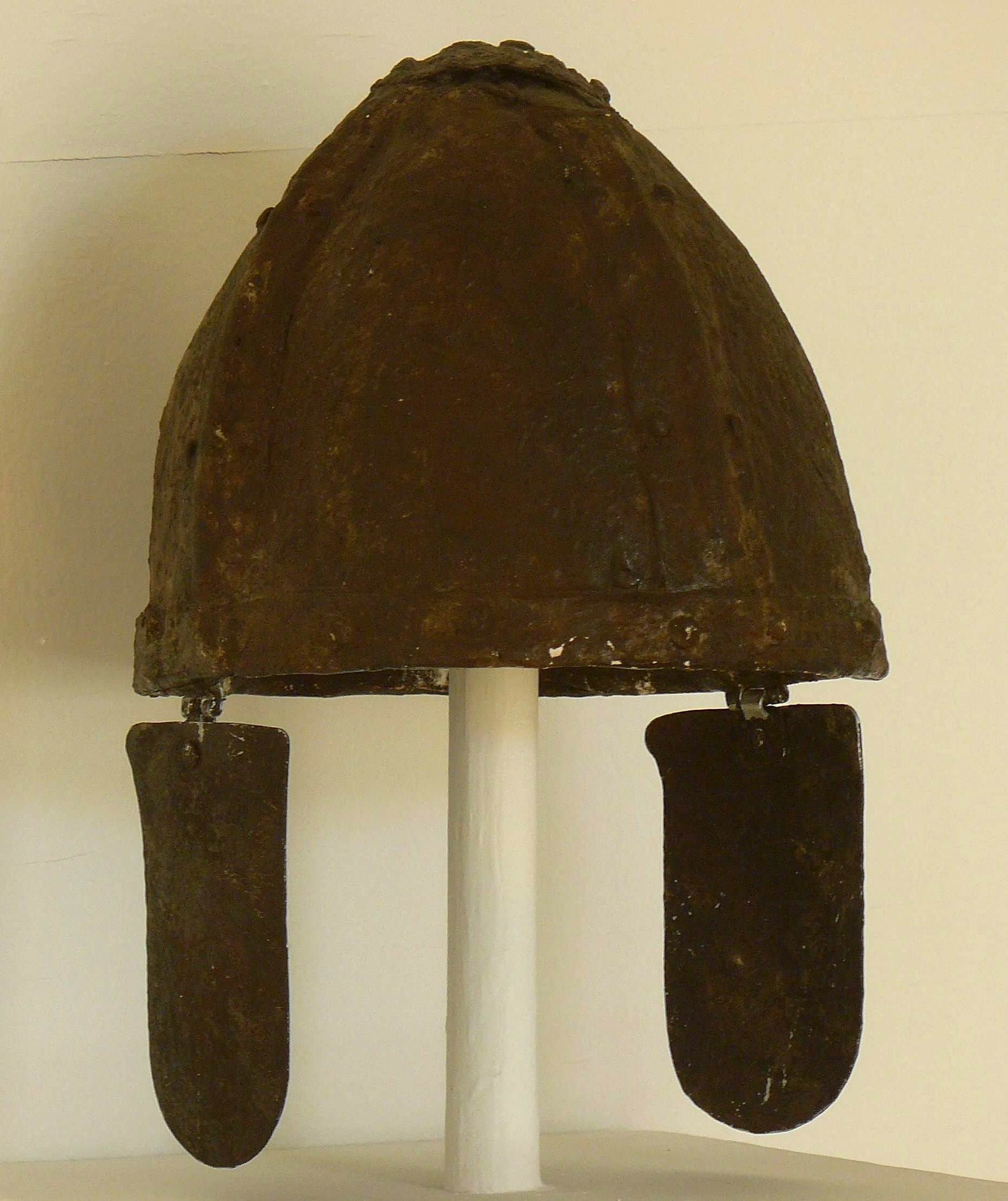
Eiserner Spangenhelm im Museum der Region Cetinska-Krajina in Sinj

- Sinjska Gospa: Madonna von Sinj. Bevor Medjugorje berühmt wurde, war Sinj der größte Marienwallfahrtsort im Süden Kroatiens.
- Balun: Laut Aussagen von einigen Archäologen wurde das Fußballspiel in der Gegend von Sinj erfunden. In Trilj wurde eine Büste aus dem 1. Jh. v. Chr. entdeckt, welche einen Mann mit einem Ball darstellt. Wissenschaftlich belegt wurde dies allerdings bis heute noch nicht.
- Sinjska rera: Die im Jahr 1903 eröffnete und 1962 stillgelegte Schmalspurbahn (76 cm) von Split nach Sinj umfasste ca. 40 Kilometer und wies eine Höchststeigung von 27 Promille auf.
- Klapa Sinj: ist eine A-cappella-Männergesangsgruppe. Die Gruppe wurde 1982 gegründet.
- Museum der Region Cetinska-Krajina, ein kulturhistorisches Museum der Cetina-Region in Sinj.
- Kamičak, eine Befestigung in der Stadtmitte
- Alkar-Gestüt Sinj, ein Pferdezuchtbetrieb

## Sport
- Pferdesport: Neben der Sinjska alka ist Sinj auch bekannt für seine Pferdesportbegeisterung. 1820 gründete man die erste Pferdegemeinschaft, unter dem Namen Dalmatinsko kolo jahača (Dalmatinischer Reiterkreis). Nach dem Zweiten Weltkrieg gründete man die Reitersektion DTO Partizan. 1968 wurde der K.K. Alkar gegründet, und 1979 weihte man das Hippodrom in Sinj ein. Seither werden traditionell Wettkämpfe im Springreiten und Rennen ausgetragen.
- Fußball: Das erste Fußballspiel wurde vom Studenten Franjo Tripalo-Kekcia aus Tschechien eingeführt. 1916 wurde der Fußballverein N. K. Junak gegründet.
- Basketball: Der Verein KK Alkar ist der wahrscheinlich erfolgreichste Verein in Sinj. Gegründet 1954 gelang in der Vereinsgeschichte einst sogar der Einzug in das Pokalfinale des damaligen Jugoslawien. Heute spielt der Verein in der ersten Kroatischen Liga.

Die Fans der Sinjer Klubs nennen sich Maligani.
Neben diesen Sportarten stellte Sinj auch mehrere Handballnationalspielerinnen.
Auf dem Sportflugplatz Sinj (ehemaliger Flughafen der Stadt Split) von Sinj sind die Mitglieder des Aero Klub Sinj sowie Flugsportbegeisterte aus dem weiteren Umfeld (größtenteils Split und Umgebung) aktiv.

## Städtepartnerschaften
Partnerstädte von Sinj sind
| - Montemarciano (Italien) - Sansepolcro (Italien) - Barban (Kroatien) | - Vukovar (Kroatien) - Đakovo (Kroatien) - Šibenik (Kroatien) | - Trogir (Kroatien) - Zagreb (Kroatien) - Prozor-Rama (Bosnien und Herzegowina) |

## Söhne und Töchter der Stadt
- Mirko Božić (1919–1995), kroatischer Schriftsteller
- Miko Tripalo (1926–1995), kroatischer Politiker
- Marko Veselica (1936–2017), kroatischer Politiker
- Vedran Runje (* 1976), kroatischer Fußballspieler
- Mirko Hrgović (* 1979), bosnischer Fußballspieler
- Ante Vukušić (* 1991), kroatischer Fußballspieler
- Matea Pletikosić (* 1998), kroatisch-montenigrinische Handballspielerin
- Maro Vrdoljak (* 2004), kroatischer Fußballspieler